# Crenella skomma
Crenella skomma är en musselart som först beskrevs av Jeanne Sanderson Schwengel 1944.  Crenella skomma ingår i släktet Crenella och familjen blåmusslor. Inga underarter finns listade i Catalogue of Life.